# Пјано ди Момио (Лука)
Пјано ди Момио је насеље у Италији у округу Лука, региону Тоскана.
Према процени из 2011. у насељу је живело 2457 становника. Насеље се налази на надморској висини од 5 м.